# Doggersbank-medaille

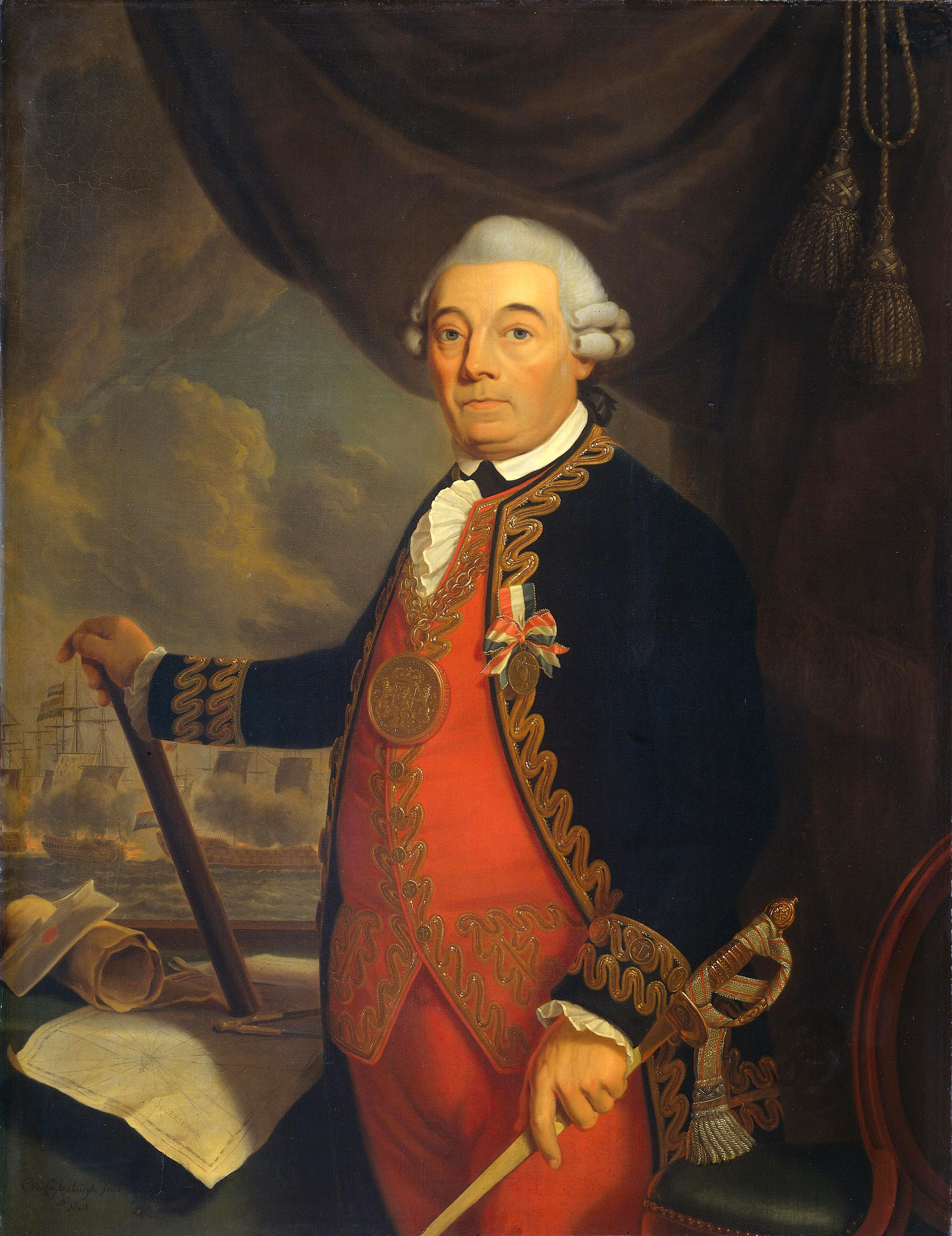
Postuum portret van Johan Zoutman geschilderd door Cornelis van Cuylenburg in 1801. Hij draagt de twee medailles.

Doggersbank-medaille in boek van Johannes Le Francq van Berkhey: De zeetriumph der Bataafsche vrijheid (1782)

De Medaille van Doggersbank werd ingesteld om de opvarenden, matrozen en officieren, van het Nederlandse smaldeel onder Admiraal Johan Zoutman te onderscheiden die op 5 augustus 1781 een Nederlands konvooi escorteerden en in gevecht met een Engelse vloot kwamen.
De Slag bij de Doggersbank bleef onbeslist maar de Nederlandse koopvaarders bereikten de haven. Omdat de Britse vloot het eerst het slagveld verliet was zij in ieder geval in de ogen van de Nederlanders de verliezende partij.

## Het eerbetoon aan de overwinnaars
Nederland eerde de vloot met tal van optochten, ontvangsten, gedichten, prenten met een opdracht en zelfs toneelstukken.
Er waren ook promoties; schout-bij-nacht Zoutman werd viceadmiraal. De kapiteins-ter-zee Salomon Dedel Sr., Willem van Braam en Jan Hendrik van Kinsbergen werden schout-bij-nacht "extra-ordinaris".
Het initiatief voor het instellen van een medaille lijkt van de Prinselijke kamerheer Sigismund Pierre Alexander graaf van Heiden-Reinestein te zijn uitgegaan. Hij schreef een bewaard gebleven memorie waarin hij suggereerde dat een gouden degen voor de admiraal, "gedistingueerde degens" en de permissie om een witte pluim op de steek te dragen aan Wolter Jan Gerrit baron Bentinck, Adriaan Braak en Evert Christiaan Starring, sabels voor de drie kapiteins-ter-zee Ie Klasse en drie Kapiteins ter Zee der IIe Klasse, epauletten voor de luitenants ter Zee en een enkele epaulet op de linkerschouder voor de Adelborsten een passend eerbetoon zouden zijn.
De viceadmiraal Zoutman werd ook met de "Gouden Erepenning der Staaten-Generaal", een al in de 17e eeuw vaak verleend eerbetoon in de vorm van een zware medaille aan een ketting van gouden schakels, bedacht. De medaille was 1300 gulden waard terwijl de keten 900 gulden had gekost. Ook de heren Dedel, Van Braam, Van Kinsbergen, Braak, Staring en, zij het postuum, Bentinck kregen een medaille van de Staten-Generaal. Deze medaille werd aan een oranje lint gedragen.
De stadhouder, Willem V Batavus stelde ook een herinneringsmedaille in die aan de overlevende officieren, adelborsten en onderofficieren zou worden uitgereikt. De matrozen zouden een geldelijke beloning krijgen.
Willem V Batavus, admiraal-generaal van de vloot besloot, we weten niet op wiens instigatie, om op eigen kosten medailles te laten slaan. Het ontwerp werd aan Fransiscus Hemsterhuis (1721 - 1790) toevertrouwd terwijl de medailleur Johann Heinrich Schepp de stempels sneed.
De medailles waren al in december gereed en Willem V hing persoonlijk negentien gouden medailles aan een rood-wit-blauw lint om de hals van evenzovele vlag- en opperofficieren.
De hogere officieren kregen zilveren medailles aan hetzelfde lint. De luitenants kregen een zilveren medaille aan een oranje lint. In de 18e eeuw werd nog weinig onderscheid gemaakt tussen een om de hals gedragen onderscheiding en een versiersel aan een op de borst of in het knoopsgat gedragen lint.
Men droeg de medailles naar eigen inzicht. Een medaille aan een lint "in het knoopsgat" was praktischer dan een lint om de hals en op de meeste portretten ziet men de Doggersbank-medaille dan ook op deze wijze dragen.
De Stadhouder betaalde op 25 februari 1782 voor sabels en onderscheidingen vierduizendtweehonderden eenenvijftig gulden en twee stuivers
Wolter Jan Gerrit baron Bentinck overleed al op 23 augustus 1781 aan zijn in de zeeslag opgelopen verwondingen. Zijn familie kreeg de medaille als postuum eerbetoon.

## De Beloningspenning voor de Slag bij Doggersbank
De medaille is ovaal van vorm en zesendertig millimeter hoog. Aan de voorzijde is de gevleugelde Godin Victoria afgebeeld op de boeg van een oorlogsschip. In haar rechterhand houdt zij een krans van bladeren van de oranjeboom. Op de romp van het schip staat "DOGGERSBANK". Beginnende bij haar rechtervoet en eindigend bij de krans van oranjeboomloof is langs de linkerzijde van de medaille "PAX QVAERITVR BELLO" (Latijn voor:"vrede wordt behaald door oorlog") te lezen. Langs de rechterzijde van de medaille is de datum van de slag "V AVG MDCCLXXXI" (5 augustus 1781) vermeld.
De keerzijde van de medaille vertoont de tekst "EXI MIÆ VIRTU TIS PRÆM IVM" (als beloning voor uitstekende dapperheid) in een krans van oranjeboombladeren. Tussen de krans en de rand van de medaille is de tekst "MVNIFICENTIA PRINCIPIS AVRIACI" (gift van de Prins van Oranje) te lezen.
De negentien gouden medailles met een rood-wit-blauw lint werden uitgereikt aan Admiraal Zoutman, zijn eerste officier (Van Kinsbergen) en de 17 scheepskapiteins van de escorterende vloot. Zilveren medailles met rood-wit-blauw lint werden uitgereikt aan de verdere officieren en zilveren medailles met oranje lint waren bestemd voor de adelborsten en onderofficieren. Op de in Frankrijk gebruikelijke wijze was op het lint een strik bevestigd en daaraan hing de medaille. Nederland bezat op dit gebied immers geen eigen tradities.
De gouden medaille woog 21,10 gram. Zij is 39 millimeter hoog en 29 millimeter breed.
Bij Koninklijk Besluit van Koning Willem II der Nederlanden werden op 5 augustus 1843, dus 62 jaar na de slag de vier nog levende personen van aanzien die de slag nog hadden meegemaakt benoemd tot Ridder IIIe klasse in de Militaire Willems-Orde. Salomon baron van Dedel had jarenlang hardnekkig op een Willemsorde voor zichzelf aangedrongen al was hij in 1781 pas zes jaar oud geweest... Viceadmiraal Jan van Hoogenhouck Tulleken (1762-1852), Admiraal C.H. Graaf Ver Huell (1764-1845) en F. baron Fagel (1768-1852) hadden ook werkelijk op de vloot van Zoutman gevochten.

De laatste overlevende matroos, Abraham Losgert (1764-1856), werd geen Militaire Willems-Orde waardig geacht en hij werd kort voor zijn negentigste verjaardag bij Koninklijk Besluit van 9 september 1853 benoemd tot Ridder in de Orde van de Eikenkroon.
Andere Ridders in de Militaire Willems-Orde die bij de Slag bij de Doggersbank aanwezig waren zijn:
- Admiraal J.H. van Kinsbergen (Grootkruis in de Militaire Willems-Orde sinds 8 juli 1815). Kinsbergen kreeg op 4 mei 1810 van Koning Lodewijk Napoleon al de titel "Graaf van de Doggersbank";
- Admiraal Albert Kikkert (1762-1819, Commandeur in de Militaire Willems-Orde sinds 8 juli 1815)

en
- Jhr.H.A. Ruijsch (1767-1839), Ridder IIIe klasse in de Militaire Willems-Orde sinds 2 april 1823.

Museummedaille ·
Erepenning ·
Medaille van de Maatschappij tot Redding van Drenkelingen ·
Doggersbank-medaille ·
Broeder van de Orde van de Nederlandse Leeuw ·
Antwerpsche Medaille 1832 ·
Onderscheidingsteken voor Langdurige, Eerlijke en Trouwe Dienst ·
Eremedaille voor Kunst en Wetenschap ·
Eremedaille voor Voortvarendheid en Vernuft ·
De Ruyter-medaille ·
Regeringsmedaille ·
Medaille van het Carnegie Heldenfonds ·
Medaille van Verdienste van het Nederlandse Rode Kruis ·
Medaille voor trouwe dienst van het Nederlandse Rode Kruis ·
Erkentelijkheidsmedaille 1940-1945 ·
Inhuldigingsmedaille 1948 ·
Herinneringsmedaille Luchtbescherming 1940-1945 ·
Medaille van de Noord- en Zuid-Hollandsche Redding Maatschappij ·
Zilveren Anjer · 
Cultuurfonds Onderscheiding · 
Vrijwilligersmedaille Openbare Orde en Veiligheid ·
Vaardigheidsmedaille van de Nederlandse Sport Federatie ·
Inhuldigingsmedaille 1980 ·
Herinneringsmedaille VN-Vredesoperaties ·
Herinneringsmedaille Multinationale Vredesoperaties ·
Herinneringsmedaille Internationale Missies ·
Huwelijksmedaille 2002 ·
Herinneringsmedaille Buitenlandse Bezoeken ·
Marinemedaille ·
Landmachtmedaille ·
Marechausseemedaille ·
Luchtmachtmedaille
Zie ook: Ridderorden en onderscheidingen in Nederland